# لواء كفرنجة
لواء كفرنجة هو تقسم إداري ثاني يتبع محافظة عجلون شمال  الأردن، مركزه مدينة كفرنجة.  بلغ عدد سكانه في عام 2009 حوالي 31,390 نسمة.

## التقسيم الإداري
يضم هذا  اللواء البلدات والمناطق التالية:  كفرنجة، راجب،  بلاص، السفينة،  عين البستان،  الحرث  ، دحوس،  ثغرة زبيد،  العامرية، البركة، أم الرمل،  مريمين،  خلة السمرة،  كعب الملول، الشطورة،  المشيرفة، العقدة،  نمر،  النوبة.